# Zespół pałacowy w Granowie
Zespół pałacowy w Granowie – zabytkowy zespół pałacowy położony w środkowej części wsi Granowo. 
Starszą część założenia stanowi parterowy dwór z wystawką nad wejściem z końca XVIII wieku, na planie prostokąta, po północnej stronie zespołu pałacowego. Pokrycie stanowi łamany dach polski. Po budowie nowego dworu został przebudowany w latach 20. XIX wieku na oficynę. Był jeszcze później kilkukrotnie przebudowywany. Dach został w latach 70. XX wieku pokryty eternitem, przy czym zalecenia konserwatorskie wskazywały na konieczność przywrócenia gontu. W okresie powojennym właścicielem był Rolniczy Kombinat Spółdzielczy w Granowie, który miał w nim siedzibę administracji.
Nowszy pałac pochodzi z III ćwierci XIX wieku i ma skomplikowaną bryłę, zbliżoną planem do litery H ze względu na późniejsze dobudówki. W jeden z narożników wkomponowano kaplicę. Dodatkowym urozmaiceniem jest wsparty na dwóch parach kolumn balkon nad gankiem. Jest budynkiem parterowym z niskim piętrem. 
Park dworski powstał ok. 1861-1879 i został prawdopodobnie założony przez Adama Tytusa Działyńskiego. Od strony północnej i wschodniej jest ograniczony alejami grabowymi. Tylko nieliczne drzewa są iglaste. Najgrubszym drzewem jest buk o obwodzie ok. 390 cm. Nie zachował się ogród warzywno-owocowy. Sąsiedni staw i jego otoczenie zostały zrewitalizowane w 2004 roku.
Majątkami Olgierda Czartoryskiego zarządzał od 1910 pełnomocnik Stanisław Gutsche, który w 1932 wydzierżawił go od Wacława Dróżyńskiego. 23 października 1946 majątek uległ nacjonalizacji i parcelacji.
W 1968 dawny dwór (oficynę) wpisano do rejestru zabytków. Od 1979 ochroną jest objęta również część pałacowa i park, wówczas bardzo zaniedbane. Remont podjęto po 1990 roku. W budynku dworu mieści się Gminna Biblioteka Publiczna i Gminny Ośrodek Kultury, choć wcześniej pełnił również funkcje mieszkalne.